# El Madroño
El Madroño este un municipiu în provincia Sevilia, Andaluzia, Spania cu o populație de 379 locuitori.